# Charles Richardot
Charles Richardot (1771 – 1852) è stato un fisico francese.

Nuovo sistema di apparecchi, 1827 (Fondazione Mansutti, Milano).

Fu a capo di un battaglione del corpo reale dell'artiglieria francese. Richardot prese parte alla polemica sui sistemi di prevenzione contro i fulmini e la grandine, che coinvolse anche numerosi fisici e scienziati italiani e francesi, tra cui Angelo Bellani, Paolo Beltrami, Giuseppe Demongeri, Alexandre Lapostolle, Le Normand, Giovanni Majocchi, Gaetano Melandri Contessi, Pietro Molossi, Giovanni Battista Nazari, Francesco Orioli, Antonio Scaramelli, Charles Tholard e Alessandro Volta. Le compagnie assicurative usarono questi studi per valutare rischi e premi per i campi agricoli.